# Johannes Schettel
Johannes Schettel (Olsberg, 4 de abril de 1959) es un deportista alemán que compitió para la RFA en luge en la modalidad individual.
Ganó una medalla de bronce en el Campeonato Mundial de Luge de 1989 y tres medallas en el Campeonato Europeo de Luge, en los años 1988 y 1990.

## Palmarés internacional
| Campeonato Mundial | Campeonato Mundial | Campeonato Mundial | Campeonato Mundial |
| Año                | Lugar              | Medalla            | Prueba             |
| ------------------ | ------------------ | ------------------ | ------------------ |
| 1989               | Winterberg (RFA)   | Medalla de bronce  | Individual         |
| Campeonato Europeo |                    |                    |                    |
| Año                | Lugar              | Medalla            | Prueba             |
| 1988               | Königssee (RFA)    | Medalla de oro     | Equipo             |
| 1988               | Königssee (RFA)    | Medalla de bronce  | Individual         |
| 1990               | Igls (Austria)     | Medalla de plata   | Equipo             |